# Husillos (kommun)
Husillos är en kommun i Spanien.   Den ligger i provinsen Provincia de Palencia och regionen Kastilien och Leon, i den centrala delen av landet, 200 km norr om huvudstaden Madrid. Antalet invånare är 254.